# فرانك ايسبوسيتو
فرانك ايسبوسيتو (بالإنجليزية: Frank Esposito) هو سياسي أمريكي، ولد في 24 مارس 1928 في ذا برونكس في الولايات المتحدة، وتوفي في 9 يناير 2013 في نوروولك في الولايات المتحدة بسبب سرطان. حزبياً، نشط في الحزب الجمهوري. وقد انتخب عضو مجلس نواب كونيتيكت.